# Jack Vidgen
Jack Vidgen (17 de enero de 1997) es un cantante australiano, más conocido por haber ganado la quinta temporada de Australia's Got Talent. Después de eso firmó un contrato con la compañía discográfica Sony Music Australia. Su sencillo debut, Yes I Am, fue publicado en Australia el 3 de agosto de 2011. Su primer álbum de estudio, también llamado Yes I Am, fue publicado el 19 de agosto de 2011. Su segundo álbum, Inspire, fue publicado el 27 de abril de 2012.

## Vida personal
Jack Vidgen es el hijo de Steven Vidgen y Rachel Hayton. De 2007 a 2010, Vidgen se presentó en varios eventos en Sídney, incluyendo Schools Spectacular, Eisteddfod, y los villancicos locales. También aprendió él solo cómo tocar la guitarra y el piano. Fue a la escuela Balgowlah Boys, en Sídney. Después de ganar Australia's Got Talent en 2011, Vidgen se retiró de la secundaria para empezar clases particulares.

Vidgen es abiertamente gai.

## Carrera

### Australia's Got Talent
Vidgen audicionó para la quinta temporada de Australia's Got Talent en 2011, interpretando su versión de "I Have Nothing", de Whitney Houston. La audición ganó duraderos aplausos tanto del público como de los jueces. El juez Kyle Sandilands le dijo - "Puede que seas gradioso o terrible, de todas formas lo disfrutaré", mientras que el juez Brian McFadden quedó tan impresionado por la audición que subió al escenario a darle un beso a Vidgen en la mejilla una vez que había terminado. Vidgen desde entonces fue apodado como "La versión Australiana de Justin Bieber" y muchos, tanto internacionales como locales, se interesaron por él. También atrajo la atención del bloguero Perez Hilton, que posteó varias de las presentaciones de Vidgen en su blog.
Vidgen interpretó And I Am Telling You I'm Not Going de Jennifer Hudson en la primera semifinal del show. Después de la presentación, otra vez fueron duraderos los aplausos. Sandilands le dijo a Vidgen que él lo hacía creer en la reencarnación, ya que él estaba seguro de que Vidgen tenía una mujer de color en su interior, mientras que McFadden le dijo que tenía una de las mejores voces que había escuchado en su vida. Después de ganarse las votaciones del público de la primera semifinal, Vidgen progresó hacia la siguiente ronda, la prueba final. Durante esta ronda, interpretó un cover de Set Fire to the Rain de Adele. Después de la presentación, la juez Dannii Minogue le dijo - "Tu voz inspira a cualquiera que la escuche", mientras McFadden le dijo que estaba celoso, ya que Vidgen había marcado el fin de la carrera de los otros chicos en la industria musical. Vidgen ganó otra vez la votación del público, que lo hizo progresar hacia la Grand Final. En esta ronda, interpretó su canción original llamada "Yes I Am". Unos días después, Vidgen se volvió el centro de las críticas por la canción que había asegurado que había escrito él mismo, cuando fue descubierto que la había co.escrito justo a otras dos personas. Las críticas cuestionaron cuan envuelto estaba Vidgen en la escritura de la canción. El 7 de agosto de 2011, Vidgen estuvo en el programa Australiano Sunday Night donde afirmó: "Yo escribí algo de la canción, y luego lo llevé al estudio de la entrenadore vocal Erana Clarck, con un productor - yo no escribí la música, eso lo puedo decir, pero escribí las letras".
Vidgen fue anunciado como el ganador de la temporada durante la última final del show, que salió al aire el 2 de agosto de 2011.
La Policía investigó sobre una amenaza en contra de Vidgen publicada en Facebook, ofreciendo una oferta de 500.000 dólares a cualquiera que pudiera infligir una "lenta, dolorosa y horrible" muerte en él. El sitio advirtió que la oferta no era un chiste e incluía una foto de Vidgen con una pistola en su mano y sangre. La policía inspectora Gemma Phillips, dijo que podría hacer una investigación completa en el sitio de Facebook si hubiera alguna una queja formal viniendo de algún miembro de su familia, y tomarían acción si las evidencias fueran suficientes.

### Trato musical, y "Yes I Am"
Después de ganar Autralia's Got Talent, Vidgen firmó un contrato musical con Sony Music Australia. "Yes I Am" fue lanzado al aire como su sencillo debut. Vidgen escribió la canción Góspel con la antigua entrenadora vocal de Australian Idol Erana Clarck y el productor A2, quién también escribió la canción "Fly!" para el álbum debut de Vidgen. El álbum se aireó el 19 de agosto de 2011. Contenía las versiones que Vidgen había interpretado en Australia's Got Talent, que fueron producidos por el director musical Chong Lim, igualmente las dos canciones originales.

## Discografía

### Álbumes
- Yes I Am (2011)
- Inspire (2012)

### Sencillos
- «Yes I Am» - 2011
- «Lean On Me» - 2012